# Кастел (Бавария)
Кастел (на немски: Castell) е община в Бавария, Германия, с 819 жители (31 декември 2015).
До 1806 г. е столица на графство Кастел и резиденция на род Кастел.